# Ayuntamiento de Oakland
El Ayuntamiento de Oakland es la sede del gobierno de la ciudad de Oakland, en el estado de California (Estados Unidos). El edificio actual se completó en 1914 y reemplazó un edificio anterior que se encontraba en lo que ahora es Frank H. Ogawa Plaza. De pie a una altura de 97,5 m  que fue la primera gran altura edificio del gobierno en  Estados Unidos. En el momento en que se construyó, también era el edificio más alto al oeste del río Misisipi.

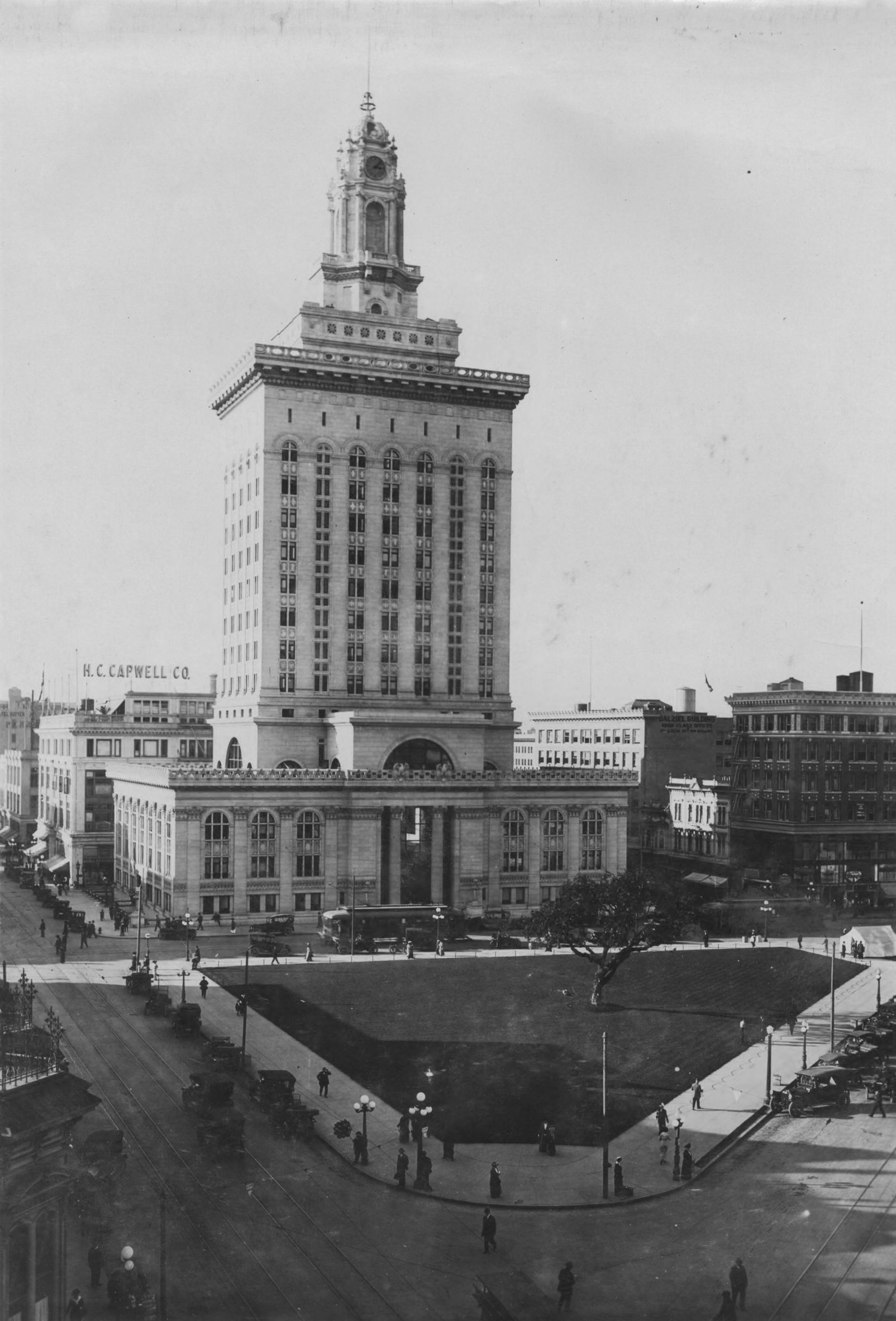
El Ayuntamiento de Oakland en 1917

El edificio fue diseñado por la firma de arquitectura con sede en Nueva York Palmer & Hornbostel en 1910, después de ganar un concurso de diseño a nivel nacional. El edificio, construido en estilo Beaux-Arts, se asemeja a un "pastel de bodas rectangular".
Consta de tres niveles. El nivel inferior sirve de base. Tiene tres pisos de altura y alberga la oficina del alcalde, la cámara del consejo de la ciudad, salas de audiencia y una estación de policía con un campo de tiro en el sótano. Sigue el segundo nivel más delgado; es una torre de oficinas de diez pisos. El último piso de esta sección (el piso 12) alberga una cárcel de 36 celdas con un patio al aire libre que no se utiliza desde la década de 1960. Sobre el segundo nivel está el podio de dos pisos con una torre de reloj en la parte superior.
El exterior está construido con granito blanco y terracota, mientras que el interior está construido con mármol blanco y negro. El edificio fue apodado "el pastel de bodas del alcalde Mott" en honor al exalcalde de Oakland Frank Kanning Mott, un jugador clave en la transferencia del bono para pagar el nuevo Ayuntamiento, quien se casó el mismo año en que comenzó la construcción.
En 1983, el Ayuntamiento de Oakland se agregó al Registro Nacional de Lugares Históricos.
Después del terremoto de Loma Prieta de 1989, el edificio sufrió daños estructurales importantes y fue cerrado de inmediato. En lugar de derribarlo y reemplazarlo con un edificio más nuevo, los líderes de la ciudad decidieron modernizarlo sísmicamente. Para ello, se cortaron columnas de acero en la cimentación y se sustituyeron por cojinetes de goma. Se agregaron vigas de acero para soportar la estructura de acero y se agregaron muros de concreto para soportar los muros existentes. El edificio ahora puede moverse lateralmente unos 50 cm en un terremoto. El ayuntamiento se reparó junto con el proyecto de revitalización del centro de la construcción de nuevos edificios de oficinas. El proyecto de reparación costó 85 millones de dólares.